# Список птахів Британської території в Індійському океані
Це перелік видів птахів, зафіксованих на території Британської території в Індійському океані. Авіфауна Британської території в Індійському океані налічує загалом 135 видів, з яких 6 видів були інтродуковані людьми. 4 види перебувають під загрозою глобального зникнення.

## Позначки
Наступні теги використані для виділення деяких категорій птахів.
- (A) Випадковий — вид, який рідко або випадково трапляється на Британській території в Індійському океані
- (I) Інтродукований — вид, завезений на Британську територію в Індійському океані як наслідок, прямих чи непрямих дій людських дій

## Гусеподібні(Anseriformes)
Родина: Качкові (Anatidae)
- Галагаз австралійський, Tadorna tadornoides
- Чирянка-крихітка індійська, Nettapus coromandelianus (A)
- Чирянка велика, Spatula querquedula
- Крижень звичайний, Anas platyrhynchos
- Шилохвіст північний, Anas acuta

## Куроподібні(Galliformes)
Родина: Цесаркові (Numididae)
- Цесарка рогата, Numida meleagris (I)

Родина: Фазанові (Phasianidae)
- Курка банківська, Gallus gallus (I)

## Фламінгоподібні(Phoenicopteriformes)
Родина: Фламінгові (Phoenicopteridae)
- Фламінго рожевий, Phoenicopterus roseus

## Голубоподібні(Columbiformes)
Родина: Голубові (Columbidae)
- Голуб сизий, Columba livia
- Streptopelia picturata(інші мови)
- Geopelia striata(інші мови) (I)

## Серпокрильцеві(Apodiformes)
Родина: Серпокрильцеві (Apodidae)
- Колючохвіст білогорлий, Hirundapus caudacutus
- Серпокрилець чорний, Apus apus
- Серпокрилець сибірський, Apus pacificus (A)

## Журавлеподібні(Gruiformes)
Родина: Пастушкові (Rallidae)
- Курочка водяна, Gallinula chloropus (A)
- Курочка рогата, Gallicrex cinerea (A)
- Багновик білогрудий, Amaurornis phoenicurus

## Сивкоподібні(Charadriiformes)
Родина: Чоботарові (Recurvirostridae)
- Кулик-довгоніг чорнокрилий, Himantopus himantopus (A)

Родина: Сивкові (Charadriidae)
- Сивка морська, Pluvialis squatarola
- Сивка бурокрила, Pluvialis fulva
- Пісочник монгольський, Charadrius mongolus
- Пісочник товстодзьобий, Charadrius leschenaultii
- Пісочник морський, Charadrius alexandrinus
- Пісочник великий, Charadrius hiaticula
- Пісочник малий, Charadrius dubius
- Пісочник довгоногий, Charadrius veredus

Родина: Баранцеві (Scolopacidae)
- Кульон середній, Numenius phaeopus
- Кульон східний, Numenius madagascariensis
- Кульон великий, Numenius arquata
- Грицик малий, Limosa lapponica
- Грицик великий, Limosa limosa
- Крем'яшник звичайний, Arenaria interpres
- Брижач, Calidris pugnax
- Побережник гострохвостий, Calidris acuminata
- Побережник червоногрудий, Calidris ferruginea
- Побережник білохвостий, Calidris temminckii
- Побережник довгопалий, Calidris subminuta
- Побережник рудоголовий, Calidris ruficollis
- Побережник білий, Calidris alba
- Побережник чорногрудий, Calidris alpina
- Побережник малий, Calidris minuta
- Побережник арктичний, Calidris melanotos
- Баранець звичайний, Gallinago gallinago
- Баранець азійський, Gallinago stenura
- Мородунка, Xenus cinereus
- Плавунець круглодзьобий, Phalaropus lobatus
- Набережник палеарктичний, Actitis hypoleucos
- Коловодник лісовий, Tringa ochropus
- Коловодник попелястий, Tringa brevipes
- Коловодник чорний, Tringa erythropus
- Коловодник великий, Tringa nebularia
- Коловодник ставковий, Tringa stagnatilis
- Коловодник болотяний, Tringa glareola
- Коловодник звичайний, Tringa totanus

Родина: Крабоїдові (Dromadidae)
- Крабоїд, Dromas ardeola

Родина: Дерихвостові (Glareolidae)
- Дерихвіст лучний, Glareola pratincola
- Дерихвіст забайкальський, Glareola maldivarum

Родина: Поморникові (Stercorariidae)
- Поморник антарктичний, Stercorarius maccormicki (A)
- Поморник середній, Stercorarius pomarinus
- Поморник короткохвостий, Stercorarius parasiticus

Родина: Мартинові (Laridae)
- Мартин чорнокрилий, Larus fuscus (A)
- Мартин домініканський, Larus dominicanus
- Крячок бурий, Anous stolidus
- Крячок тонкодзьобий, Anous tenuirostris
- Крячок білий, Gygis alba
- Крячок строкатий, Onychoprion fuscatus
- Крячок бурокрилий, Onychoprion anaethetus
- Крячок малий, Sternula albifrons
- Крячок мекранський, Sternula saundersi
- Крячок чорнодзьобий, Gelochelidon nilotica
- Крячок чорний, Chlidonias niger
- Крячок білокрилий, Chlidonias leucopterus
- Крячок білощокий, Chlidonias hybrida (A)
- Крячок рожевий, Sterna dougallii
- Крячок індонезійський, Sterna sumatrana
- Крячок річковий, Sterna hirundo
- Крячок полярний, Sterna paradisaea
- Крячок аравійський, Sterna repressa
- Крячок жовтодзьобий, Thalasseus bergii
- Крячок бенгальський, Thalasseus bengalensis

## Фаетоноподібні(Phaethontiformes)
Родина: Фаетонові (Phaethontidae)
- Фаетон білохвостий, Phaethon lepturus
- Фаетон червонодзьобий, Phaethon aethereus
- Фаетон червонохвостий, Phaethon rubricauda

## Буревісникоподібні(Procellariiformes)
Родина: Океанникові (Oceanitidae)
- Океанник Вільсона, Oceanites oceanicus
- Океанник білобровий, Pelagodroma marina
- Фрегета чорночерева, Fregetta tropica

Родина: Качуркові (Hydrobatidae)
- Качурка вилохвоста, Hydrobates monorhis
- Качурка Матсудайра, Hydrobates matsudairae

Родина: Буревісникові (Procellariidae)
- Буревісник гігантський, Macronectes giganteus (A)
- Бульверія тонкодзьоба, Bulweria bulwerii
- Бульверія товстодзьоба, Bulweria fallax
- Тайфунник таїтійський, Pseudobulweria rostrata
- Буревісник світлоногий, Ardenna carneipes
- Буревісник клинохвостий, Ardenna pacifica
- Буревісник реюньйонський, Puffinus bailloni

## Сулоподібні(Suliformes)
Родина: Фрегатові (Fregatidae)
- Фрегат-арієль, Fregata ariel
- Фрегат тихоокеанський, Fregata minor

Родина: Сулові (Sulidae)
- Сула жовтодзьоба, Sula dactylatra
- Сула білочерева, Sula leucogaster
- Сула червононога, Sula sula
- Сула чорнокрила, Papasula abbotti (A)

## Пеліканоподібні(Pelecaniformes)
Родина: Чаплеві (Ardeidae)
- Бугайчик китайський, Ixobrychus sinensis
- Бугайчик рудий, Ixobrychus cinnamomeus
- Чапля сіра, Ardea cinerea
- Чапля руда, Ardea purpurea
- Чепура велика, Ardea alba
- Чепура середня, Ardea intermedia
- Чепура мала, Egretta garzetta
- Чапля єгипетська, Bubulcus ibis (A)
- Чапля індійська, Ardeola grayii
- Чапля мангрова, Butorides striata
- Квак звичайний, Nycticorax nycticorax

Родина: Ібісові (Threskiornithidae)
- Коровайка бура, Plegadis falcinellus

## Яструбоподібні(Accipitriformes)
Родина: Скопові (Pandionidae)
- Скопа, Pandion haliaetus

Родина: Яструбові (Accipitridae)
- Осоїд євразійський, Pernis apivorus
- Circus melanoleucos(інші мови)
- Орлан білочеревий, Haliaeetus leucogaster

## Bucerotiformes
Родина: Одудові (Upupidae)
- Одуд, Upupa epops

## Сиворакшоподібні(Coraciiformes)
Родина: Бджолоїдкові (Meropidae)
- Бджолоїдка зелена, Merops persicus

Родина: Сиворакшові (Coraciidae)
- Сиворакша євразійська, Coracias garrulus

## Соколоподібні(Falconiformes)
Родина: Соколові (Falconidae)
- Боривітер степовий, Falco naumanni
- Кібчик амурський, Falco amurensis
- Ланер, Falco biarmicus (A)
- Сапсан, Falco peregrinus

## Горобцеподібні(Passeriformes)
Родина: Воронові (Corvidae)
- Ворона індійська, Corvus splendens

Родина: Ластівкові (Hirundinidae)
- Ластівка берегова, Riparia riparia
- Ластівка сільська, Hirundo rustica
- Ластівка міська, Delichon urbicum

Родина: Бюльбюлеві (Pycnonotidae)
- Горована маврикійська, Hypsipetes olivaceus (знищений)

Родина: Шпакові (Sturnidae)
- Шпак рожевий, Pastor roseus
- Майна індійська, Acridotheres tristis (I)

Родина: Ткачикові (Ploceidae)
- Фуді червоний, Foudia madagascariensis (I)

Родина: Горобцеві (Passeridae)
- Горобець хатній, Passer domesticus (I)

Родина: Плискові (Motacillidae)
- Плиска гірська, Motacilla cinerea
- Плиска жовта, Motacilla flava